# The Essential Billie Holiday: Carnegie Hall Concert Recorded Live
The Essential Billie Holiday: Carnegie Hall Concert Recorded Live från 1961 är ett livealbum med Billie Holiday. Det spelades in 10 november 1956 under två utsålda konserter i Carnegie Hall, New York. Konserterna gjorde reklam för Billie Holidays självbiografi Lady Sings the Blues.

## Låtlista
1. Lady Sings the Blues (Billie Holiday/Herbie Nichols) – 2:38
2. Ain't Nobody's Business If I Do (Porter Grainger/Everett Robbins) – 2:30
3. Please Don't Talk About Me When I'm Gone (Sam H. Stept/Sidney Clare/Bee Palmer) – 1:43
4. I'll Be Seeing You (Sammy Fain/Irving Kahal) – 2:18
5. I Love My Man (Billie Holiday) – 3:18
6. Body and Soul (Johnny Green/Edward Heyman/Robert Sour/Frank Eyton) – 2:40
7. Don't Explain (Billie Holiday/Arthur Herzog Jr.) – 2:26
8. Yesterdays (Jerome Kern/Otto Harbach) – 1:01
9. My Man (Maurice Yvain/Jacques Charles/Channing Pollack/Albert Willemetz) – 3:13
10. I Cried for You (Arthur Freed/Abe Lyman/Gus Arnheim) – 3:09
11. Fine and Mellow (Billie Holiday) – 3:15
12. I Cover the Waterfront (Johnny Green/Edward Heyman) – 3:46
13. What a Little Moonlight Can Do (Harry M. Woods) – 2:43

## Medverkande
- Billie Holiday – sång
- Roy Eldridge – trumpet (spår 1, 2, 5–7)
- Buck Clayton – trumpet (spår 3, 4, 8–13)
- Tony Scott – klarinett (spår 3, 4, 8–13)
- Coleman Hawkins – tenorsax (spår 1, 2, 5–7)
- Al Cohn – tenorsax (spår 3, 4, 8–13)
- Carl Drinkard – piano
- Kenny Burrell – gitarr
- Carson Smith – bas
- Chico Hamilton – trummor